# Castelnuovo Cilento
Castelnuovo Cilento är en ort och kommun i provinsen Salerno i regionen Kampanien i Italien. Kommunen hade 2 819 invånare (2017).